# Latgales Gaisma
Latgales Gaisma (deutsch: Lettgallens Licht) war eine politische Regionalpartei in Lettland. Kerngebiet war die Region Lettgallen (lettisch: Latgale) um die zweitgrößte Stadt des Landes, Daugavpils (deutsch: Dünaburg).
Latgales Gaisma wurde von Rihards Eigims, einem Geschäftsmann aus Daugavpils, angeführt. 2001 gewann die Partei die Lokalwahlen in der Stadt, Rihards Eigims wurde Bürgermeister. 2003 musste er sein Amt nach einer verlorenen Vertrauensabstimmung aufgeben, zahlreiche Mitglieder seiner Partei im Stadtrat waren zuvor abtrünnig geworden.
Außerhalb von Daugavpils war die Partei weniger erfolgreich. Bei den Parlamentswahlen zum lettischen Parlament, der Saeima, am 5. Oktober 2002, gewann Latgales Gaisma in Lettgallen 9,3 Prozent der Stimmen, landesweit aber nur 1,5 Prozent und scheiterte somit an der Fünf-Prozent-Hürde. (Zum Vergleich: Das hauptsächlich von den Russisch sprechenden Einwohnern unterstützte Parteienbündnis „Für Menschenrechte im vereinten Lettland“ kam in Lettgallen auf 36,5 Prozent, landesweit auf 19 Prozent der Stimmen).
Später trat die Partei als Teil der Lettischen Sozialdemokratischen Arbeiterpartei zu Wahlen an und wurde am 8. Februar 2007 von Eigims aufgelöst. Eigims selbst wurde für die LSDSP 2009 kurzzeitig nochmals Bürgermeister von Daugavpils und 2010 für das Bündnis der Grünen und Bauern Abgeordneter der 10. Saeima.